# Pierre Basilewsky
Pierre Basilewsky (Sint-Petersburg, 21 augustus 1913 - Brussel, 7 december 1993) was een Belgische entomoloog.
Pierre Basilewsky werd in Rusland geboren maar volgde zijn opleiding in België. Hij studeerde af aan de Faculté Universitaire des Sciences Agronomiques de Gembloux als koloniaal landbouwkundig ingenieur en in 1938 voltooide hij de agronomiestudie Natuur-, water- en bosbeheer. Zijn belangrijkste werk deed hij op het gebied van de entomologie. Hij reisde naar diverse landen in Afrika en naar het eiland Sint-Helena waar hij insecten verzamelde en beschreef. Hij verdiepte zich later vooral in de morfologie, fylogenie en zoögeografie van Afrikaanse kevers (coleoptera) en met name de grote groep van de loopkevers (Carabidae). Hij was een veelgevraagd specialist op dit gebied. Hij was hoofd van de Entomologiesectie van het Koninklijk Museum voor Midden-Afrika in Tervuren en was directeur van dit museum van 1977 tot 1978.
- Gemeinsame Normdatei: 1233897934
- International Standard Name Identifier: 0000 0003 8578 7123
- Library of Congress Control Number: n83022956
- Nationale Bibliotheek van Tsjechië: ola2009531623
- Nationale Bibliotheek van Israël: 987007350394005171
- Nederlandse Thesaurus van Auteursnamen: 069981310
- Système universitaire de documentation: 032436033
- Virtual International Authority File: 311138184
- WorldCat: E39PBJkD8V8YVbPhjxQjPDFMyd